# Spiloptila
Spiloptila is een monotypisch geslacht van zangvogels uit de familie Cisticolidae.

## Soorten
Het geslacht kent de volgende soort:
- Spiloptila clamans – Krekelprinia